# Stepok, Ciudniv
Stepok (în ucraineană Степок) este un sat în comuna Jerebkî din raionul Ciudniv, regiunea Jîtomîr, Ucraina.

## Demografie
Componența lingvistică a localității Stepok
     Ucraineană (100%)
Conform recensământului din 2001, toată populația localității Stepok era vorbitoare de ucraineană (100%).